# Санта-Аполония (станция метро)
«Са́нта-Аполо́ния» (порт. Santa Apolónia) — станция Лиссабонского метрополитена. Находится в центральной части города. Конечная станция Синей линии (Линии Чайки), соседняя станция — Террейру-ду-Пасу. Открыта 19 декабря 2007 года. Своим названием станция обязана вокзалу «Санта-Аполония», рядом с которым она расположена. С португальского название переводится как «Святая Аполлония». Расположена в старейшем историческом районе Лиссабона — Алфама.

## Строительство
После отделения от Синей линии метро участка «Росиу» - «Кампу-Гранди», было решено продлить две образовавшиеся линии до двух крупных вокзалов Лиссабона. Зелёную линию — до вокзала Кайш-ду-Содре, Синюю — до вокзала Санта-Аполония. Строительство началось ещё в 1997 году, однако близость к реке Тежу негативно сказалось на строительстве. Из-за высокого уровня грунтовых вод строительство затянулось на 10 лет.

## Описание
Архитектор станции — Леополду ди Алмейда Роса. Художник — Жуан Родригеш Виейра. Станция архитектурно схожа с соседней — «Террейру-ду-Пасу». Расположена параллельно вокзалу «Санта-Аполония» и имеет к нему выход. Также имеется лифт для людей с ограниченными возможностями.
Перед спуском на платформы Жуан Родригеш Виейра разместил картину, выполненную из цветных керамических плиток, под названием «Дань железнодорожникам». Картина посвящена строительству первого железнодорожного вокзала Лиссабона в 1865 году.

## Галерея

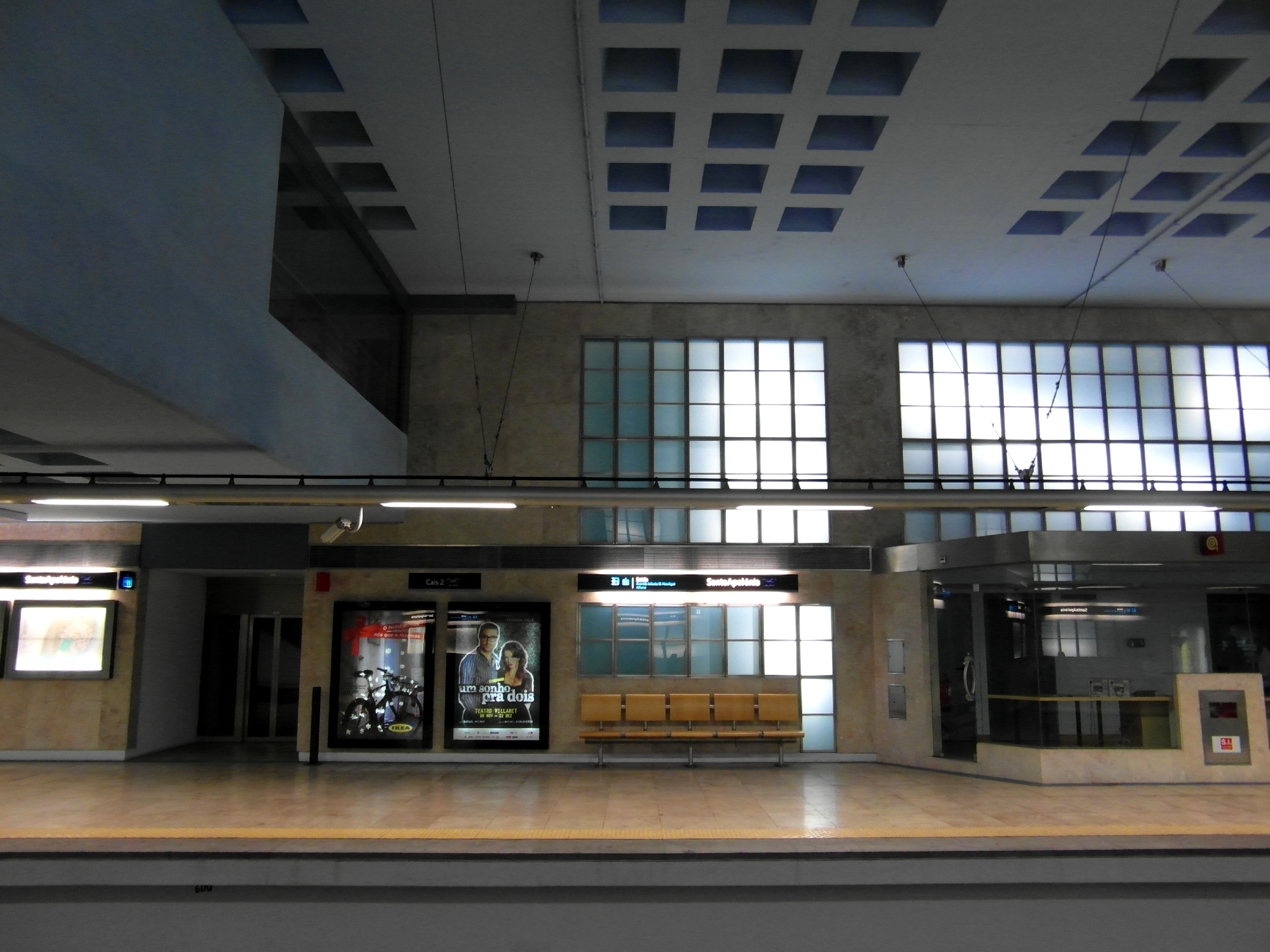
Посадочная платформа
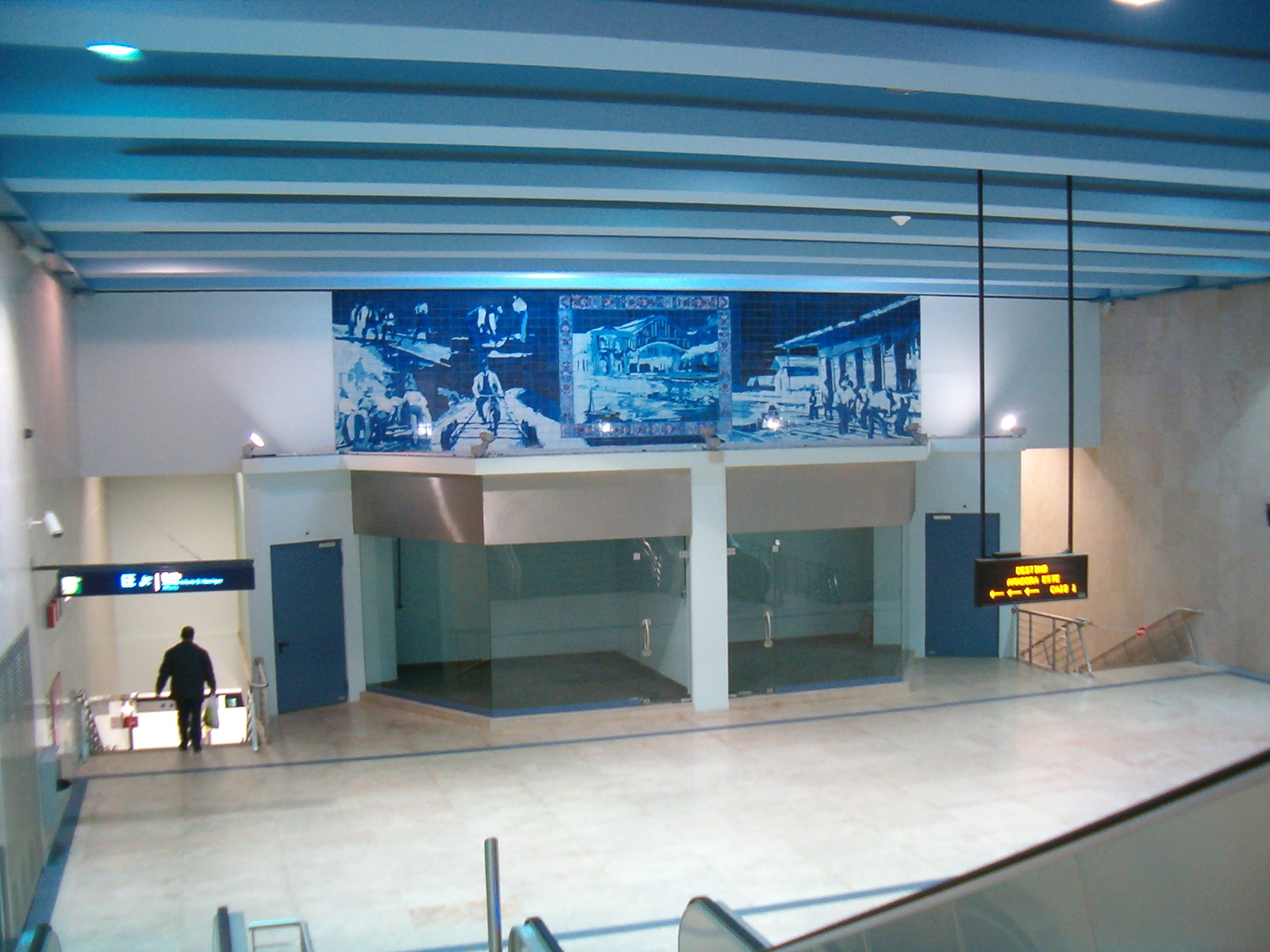
Картина «Дань железнодорожникам»
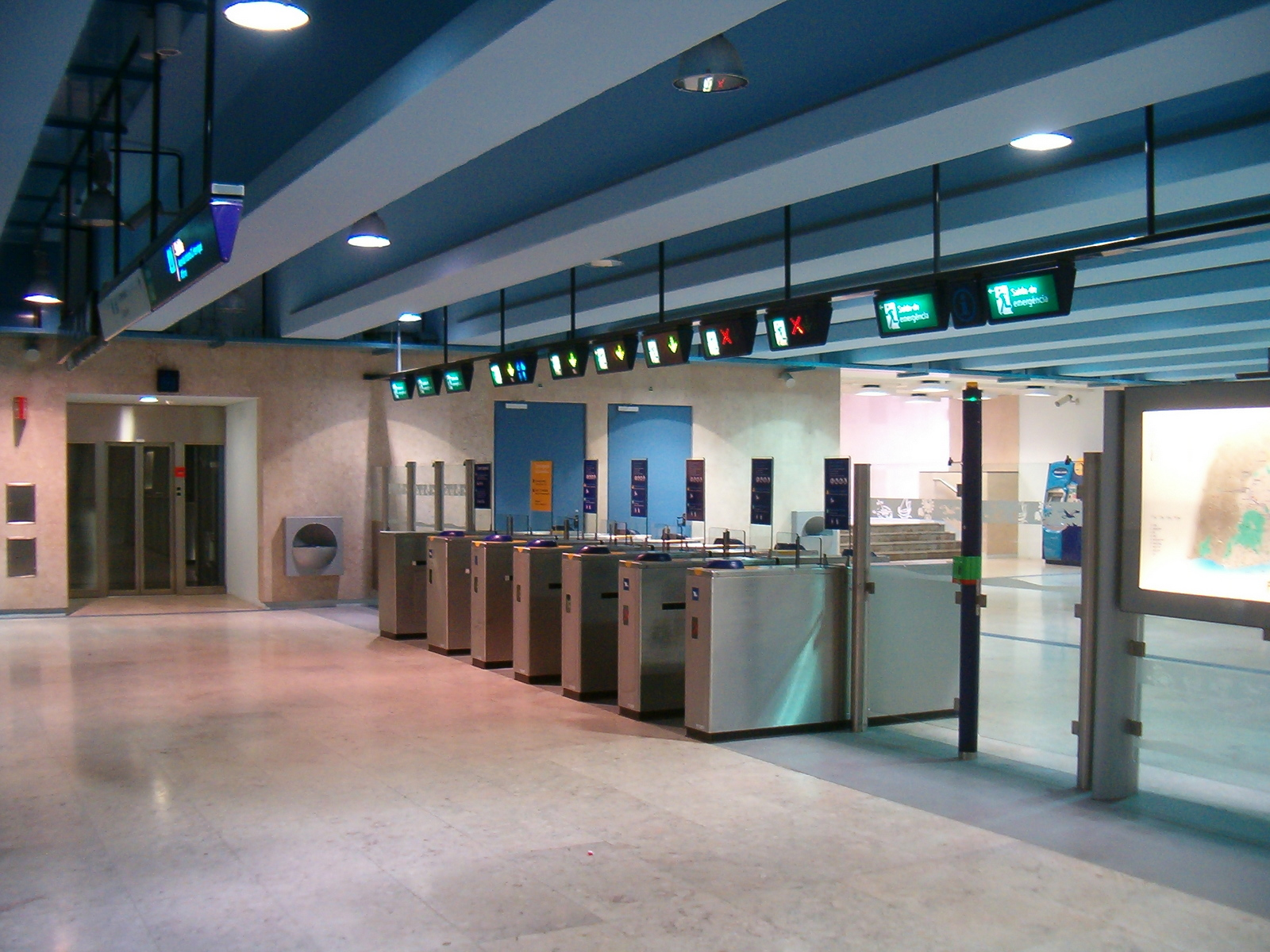
Пропускные турникеты
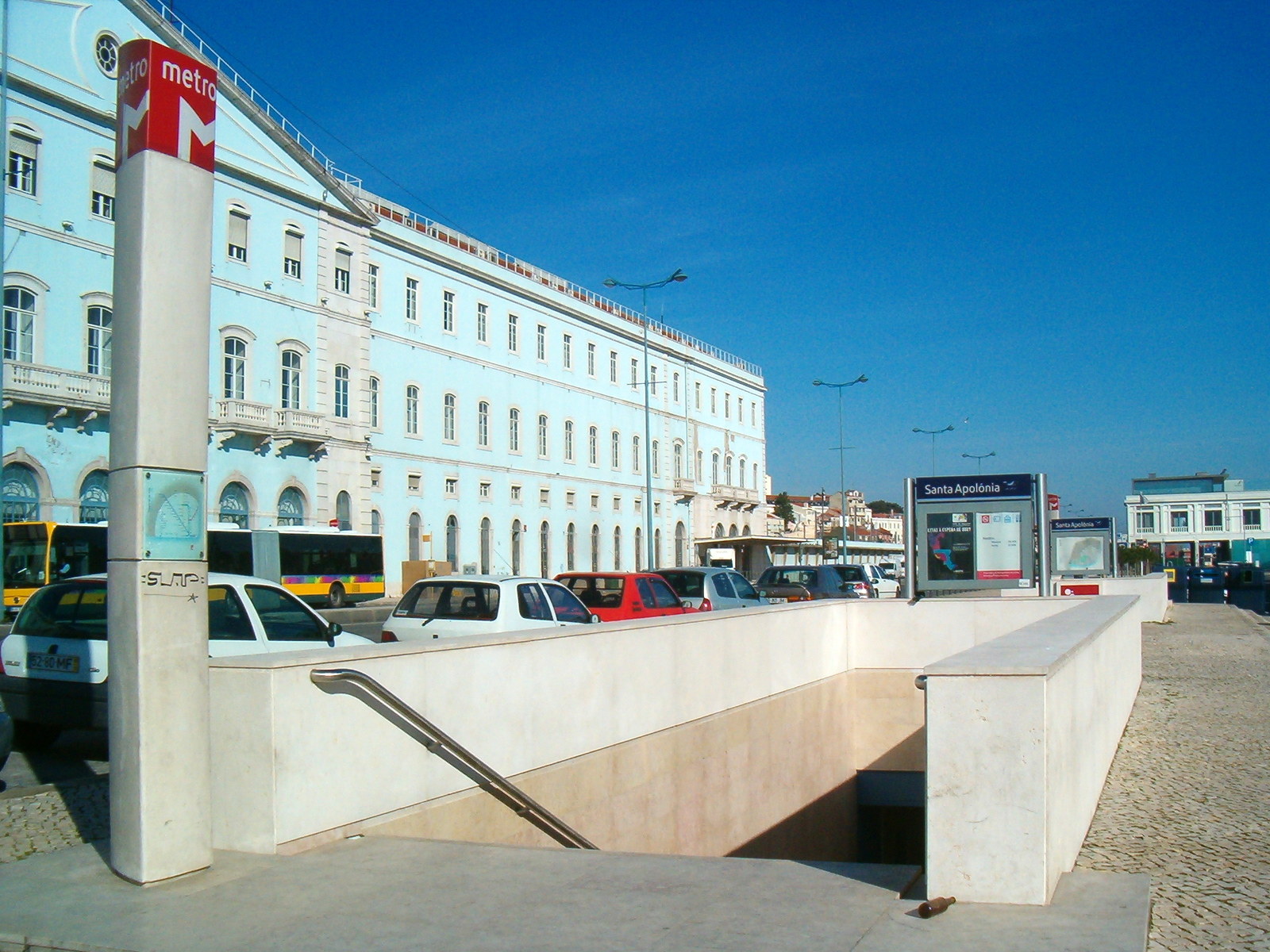
Вход на станцию